# Titularbistum Marciana
Marciana ist ein Titularbistum der römisch-katholischen Kirche.
Es geht zurück auf ein ehemaliges Bistum in der kleinasiatischen Landschaft Lykien an der westlichen Mittelmeerküste der heutigen Türkei.  Es gehörte der Kirchenprovinz Myra an.
| Titularbischöfe von Marciana |                                 |                                                            |                  |                   |
| Nr.                          | Name                            | Amt                                                        | von              | bis               |
| 1                            | Nicola de Simoni                |                                                            | 24. März 1729    |                   |
| 2                            | Francesco Vincenzo Pesci OFMCap | Apostolischer Vikar von Patna (Indien)                     | 24. Mai 1881     | 25. November 1886 |
| 3                            | Alphonsus M. H. Joosten OP      | Apostolischer Vikar von Curaçao (Antillen)                 | 4. Oktober 1887  | 18. Dezember 1896 |
| 4                            | Ernő Kutrovátz                  | Weihbischof in Győr (Raab) (Ungarn)                        | 19. April 1897   | 21. Oktober 1913  |
| 5                            | Louis-Marie Ricard              | Weihbischof in Nizza (Frankreich)                          | 26. Oktober 1923 | 31. März 1926     |
| 6                            | Adam Hefter                     | emeritierter Bischof von Gurk (Österreich)                 | 4. Mai 1939      | 5. Dezember 1939  |
| 7                            | Jean Phan Ðình Phùng            | Apostolischer Koadjutorvikar von Phát Diêm (Vietnam)       | 28. Mai 1940     | 27. Mai 1944      |
| 8                            | Rosalvo Costa Rêgo              | Weihbischof in São Sebastião do Rio de Janeiro (Brasilien) | 30. März 1946    | 3. März 1952      |
| 9                            | Pierre Brot                     | Weihbischof in Paris (Frankreich)                          | 24. Juni 1952    | 28. Oktober 1971  |